# Villaines-en-Duesmois
Villaines-en-Duesmois település Franciaországban, Côte-d’Or megyében. Lakosainak száma 252 fő (2022. január 1.). Villaines-en-Duesmois Coulmier-le-Sec, Fontaines-en-Duesmois, Chemin-d’Aisey, Étais, Magny-Lambert, Puits, Semond és Touillon községekkel határos.

## Népesség
A település népessége az elmúlt években az alábbi módon változott:
| Lakosok száma | 408  | 292  | 258  | 295  | 257  | 251  | 252  | 252  | 253  | 252  |
|               | 1968 | 1982 | 1990 | 2006 | 2013 | 2015 | 2017 | 2019 | 2020 | 2022 |